# Star Air (Sierra Leone)
Star Air war eine im westafrikanischen Sierra Leone registrierte jordanische Charter-Fluggesellschaft. Sie wurde 2002 gegründet und bestand bis 2005 oder 2006.
Star Air soll möglicherweise, wie unter anderem auch Air Leone, Air Universal und Heavy-Lift Cargo, 2004 in illegale Geschäfte im Nahen Osten, vor allem in Jordanien und im Libanon, involviert gewesen sein. Die Gesellschaft hat zur gleichen Zeit unter anderem mit Zulassung in den Vereinigten Arabischen Emiraten als Star Jet Flüge für Olympic Airlines durchgeführt.

## Flotte
Mit Stand 2005 verfügte Star Air über drei Flugzeuge.
| Flugzeugtyp             | aktiv | bestellt | Anmerkungen  |
| ----------------------- | ----- | -------- | ------------ |
| Lockheed L-1011 TriStar | 3     | -        | u. a. 9L-LDN |
| Gesamt                  | 3     | -        |              |